# Охотники за бриллиантами
«Охотники за бриллиантами» — восьмисерийный телефильм Александра Котта. Исторический детектив.

## Сюжет
Сюжет фильма начинается со знаменитого ограбления квартиры вдовы писателя Алексея Николаевича Толстого в ноябре 1980 года, когда были похищены антикварные вещи и бриллиантовая брошь «Королевская лилия» («Бурбонская лилия»), изготовленная в XVIII веке для французского короля Людовика XV.
За расследование дела берётся старший оперуполномоченный МУРа, майор Николай Шахов. В погоне за известным неуловимым одесским рецидивистом «Бесом», похитившим брошь, Шахов коснулся известного убийства актрисы Зои Фёдоровой и стал участником противостояния органов МВД и КГБ, так как ограбление получило большой резонанс и огласку за рубежом из-за высокого статуса вдовы Людмилы Ильиничны Толстой.

## Серии

### Первая серия
Ноябрь 1980 года. Происходит дерзкое ограбление в квартире вдовы писателя Алексея Толстого: банда воров выносит из квартиры многие ценности, среди которых находились бриллианты и брошь «Королевская Лилия». Заместитель министра внутренних дел, муж дочери Леонида Ильича Брежнева Юрий Чурбанов берёт дело под личный контроль. Расследование преступления доверили майору Шахову — опытному оперативнику. Его напарником становится Игорь Латышев.

### Вторая серия
Заказчики ограбления, не получив вовремя бриллианты и брошь, решают ликвидировать воров. В то время майор Шахов с напарником близко подбираются к грабителям. Рецидивиста по кличке «Красавчик» убивают. Веронику Пордео, одну из участниц ограбления, арестовывают в аэропорту при попытке улететь в Париж. Так как она молчит на допросах, Шахов вынужден проверять всех знакомых Толстой. Один из подозреваемых — оперный певец, цыганский барон и любовник Галины Брежневой Борис Буряце. Однако из-за воздействия дочери Брежнева его пришлось отпустить.

### Третья серия
Оказалось, что убиты ещё трое грабителей квартиры Толстой. Их убил «человек в плаще», который ранее избавился от «Красавчика». Один из оставшихся преступников по кличке «Бес» бежит в Одессу, где его ждёт любимая женщина — Тася Коврова, которая к тому же беременна. Он уговаривает её уехать за границу. Бес идёт к антиквару-оценщику Штерну с надеждой, что тот сможет продать «Лилию» (на эти деньги он собирался организовать побег). После долгих уговоров Штерн забирает драгоценность, но не обещает её продать. После этого Бес приходит в баню на сходку воров. У бани организовывают засаду, но бандит уходит. После этого милиция узнаёт, что преступник уезжает за границу на лайнере. Майору Шахову удаётся схватить его. В Москву, под конвоем, отправляют Беса, а брошь, которую Штерн не сумел продать и вернул преступнику, торжественно возвращают Толстой.

### Четвёртая серия
Несмотря на важность этапирования Беса в Москву, ему удаётся уйти. Находят его в Ереване, по звонку одного из местных воров, так как Бес вступает в конфликт с местными авторитетами. Майора Шахова с напарником отправляют в Ереван. Он сразу арестовывает преступника. Тем временем выясняется, что «Лилия» оказалась поддельной.

### Пятая серия
Бес, узнав, что «Королевская Лилия» поддельная, выводит Шахова на Штерна, так как только ему он отдавал эту брошь. В обмен он просит Шахова, чтобы тот разрешил ему встречу с невестой Тасей. Шахову запрещают отправиться в Одессу, под предлогом того, что Бес может сбежать, но майор нарушает приказ. В Одессу же приезжает и брат-близнец Штерна, антиквар Голованов из Москвы, который направил Беса к брату. Штерн просит сходить Голованова в магазин, а в это время к нему приходит «человек в плаще», который долгое время следил за расследованием. Он убивает Штерна… После этого, во время обещанного свидания, Бес бежит, но сразу после этого его берёт в заложники убийца Штерна и многих других. Тем временем в Москве из тюрьмы отпускают Веронику Пардео, так как её адвокат уговорил, чтобы Пардео подписала бумагу, по которой можно понять, что Шахов её якобы бил. В Париже её убивает «человек в плаще»…

### Шестая серия
Шахов возвращается в Москву. Прямо на выходе из самолёта его встречают КГБшники. Они показывают те самые документы, которые подписала Пардео, и вынуждают прекратить расследование дела. Он сказал, что подумает…
Беса заставляют пойти на новое дело — найти дневники известной актрисы Зои Фёдоровской (прототип — Зоя Фёдорова) и убить её. Бес не смог убить старую женщину, так как он был вор, а не убийца. Вместо него это делает «человек в плаще». Однако, пока он отсутствовал, Бес снова сбежал, захватив документы убийцы. Во время расследования, по показаниям консьержки (она узнала Беса по фотороботу), вина падает именно на него.
Тем временем Шахов выходит на Буряце и пытается узнать от Галины Брежневой (которая была в нетрезвом состоянии) о причастности её любовника к делу о бриллиантах.

### Седьмая серия
Шахова увольняют. За ним ведут круглосуточное наблюдение. Однако Бес передаёт Шахову документы «человека в плаще». Им оказывается Семён Альбертович Иванов. С помощью связей Голованова Шахов отдаёт документы, в которых содержится информация о «бриллиантовой мафии», лично Юрию Андропову. После этого случается следующее: дом гражданской жены Шахова и её сына взрывают (она в нём погибла, но сын остался жив), Беса убивают при задержании, Бориса Буряце арестовывают, Иванова убивают таким способом, что все улики падают на Шахова, которого вскоре отправляют в тюрьму.

### Восьмая серия
1992 год. Уже после распада СССР Шахов выходит на свободу. Он подаёт ходатайство о реабилитации (так как он не совершал преступления) и восстановление в должности майора. Он встречает Латышева и пытается найти заказчиков ограбления квартиры Толстой. Случайно на одной из московских улиц Шахов встречает спившуюся и опустившуюся Галину Брежневу. Найдя бывших начальников, он понимает, кто виновен в этом и во многих других преступлениях, и те получают по заслугам. Шахов уезжает…

## В ролях
- Алексей Серебряков — Николай Георгиевич Шахов, майор милиции, старший оперуполномоченный МУРа
- Александр Новин — Игорь Владимирович Латышев, старший лейтенант, помощник Шахова
- Пётр Фёдоров — Анатолий Бессонов, рецидивист по кличке «Бес» (прототип — Анатолий Бец, известный в СССР вор и аферист, уроженец и житель города Кишинёва[2].)
- Владимир Ильин — Сергей Иванович Орлов, полковник милиции, начальник Шахова
- Евгений Миронов — Борис Иванович Буреце, оперный певец, цыганский барон, любовник Галины Брежневой
- Мария Аронова — Галина Леонидовна Брежнева
- Владимир Симонов — Юрий Михайлович Чурбанов
- Алексей Крыченков — Николай Анисимович Щёлоков
- Анна Легчилова — Светлана Владимировна Щёлокова
- Иван Гордиенко — Юрий Владимирович Андропов
- Авангард Леонтьев — Валентин Маркович Голованов, сотрудник Гохрана, консультант МУРа / Эммануил Маркович Штерн, ювелир в Одессе, скупщик краденого
- Анастасия Немоляева — Татьяна Викторовна, сожительница Шахова
- Андрей Дремач — Егор, сын Татьяны
- Михаил Горевой — Константин Алексеевич Коренев, полковник/Генерал милиции, новый начальник Шахова
- Богдан Бенюк — Сергей Александрович Пиценко, капитан милиции, оперативный работник в Одессе
- Игорь Гордин — Иван Алексеевич Лазарев, полковник КГБ
- Игорь Ясулович — профессор Литвак
- Ваган Симонян — Артак Маркарян, майор милиции, оперативный работник в Ереване
- Дмитрий Журавлев — Виталий Байков, майор милиции
- Ольга Балашова — Вера, эксперт-криминалист МУРа
- Ольга Смирнова — Вероника Пордео, подруга «Беса»
- Максим Матвеев — рецидивист «Красавчик»
- Виталий Кищенко — Семён Альбертович Иванов, сотрудник спецслужб
- Эра Зиганшина — Лидия Ильинична Толстая, вдова писателя
- Тамара Сёмина — Зоя Федоровская, народная артистка
- Максим Емельянов — взрослый Егор
- Татьяна Коновалова — Тася Коврова, жена «Беса»
- Светлана Солянкина — Роза Валентиновна, мать Таси
- Анатолий Хропов — Дедюн, бывший полковник
- Геворк Гаспарян — Ашот Гоарян, полковник
- Артур Налбандян — Армен Гоарян, ереванский цеховик-подпольный миллионер
- Размик Хосроев — Ваграм, Ереванский воровской авторитет
- Валентин Козачков — Изя Полонский
- Наталья Дубровская — Зося
- Юрий Пронин — агент КГБ